# Cuarta cruzada
La cuarta cruzada (1202-1204) fue una expedición militar proclamada por el papa Inocencio III con el propósito de reconquistar Tierra Santa, pero que varió su rumbo y terminó con la conquista y saqueo de Constantinopla —capital del Imperio bizantino— por los cruzados, que establecieron el efímero Imperio latino.

## Antecedentes
La tercera cruzada no había logrado su objetivo de recuperar Jerusalén, que continuaba bajo dominio musulmán. El tratado que Ricardo «Corazón de León» y Saladino habían firmado en 1192 dejaba en poder de los cristianos tan solo una estrecha franja costera desde Tiro hasta Jaffa, aunque garantizaba la seguridad de los peregrinos cristianos que viajasen a Jerusalén.
El papa Inocencio III, deseoso de establecer la autoridad de la Santa Sede en todo el orbe cristiano, tenía un gran interés por los asuntos de los Estados cristianos de Oriente. Por otro lado, en la última década del siglo XII se había ido intensificando la rivalidad entre Enrique VI de Alemania y el emperador bizantino Isaac II Ángelo. La anterior expedición alemana, guiada por Federico I Barbarroja, se había deshecho a causa de la muerte del emperador. Enrique, su hijo y sucesor, exigía de Bizancio la entrega de la región de los Balcanes y el pago de los daños sufridos por la expedición de Barbarroja. Su política en Oriente, aceptando los juramentos de vasallaje de los reyes de Armenia y de Chipre, era de deliberada hostilidad contra Bizancio. Es posible que Enrique tuviera ya en mente la posibilidad de dirigir una nueva cruzada contra Constantinopla. Sin embargo, falleció en 1197 en Mesina, a la edad de treinta y dos años. Su sucesor en el trono alemán, Felipe de Suabia, tenía además intereses personales en Bizancio, ya que estaba casado con Irene Angelina, hija del emperador Isaac II Ángelo, que había sido depuesto en 1195 por su hermano.
La República de Venecia, principal potencia marítima en el Mediterráneo oriental, tenía fuertes intereses comerciales en los territorios bizantinos, y muy especialmente en la capital, Constantinopla. Desde finales del siglo XII gozaban de privilegios especiales para comerciar en el Imperio bizantino, pero en 1171 el emperador Manuel I Comneno ordenó la detención de los comerciantes venecianos y la confiscación de sus bienes, lo cual provocó una suspensión de la actividad comercial entre Venecia y Bizancio que se prolongó por espacio de quince años. En 1185, Venecia acordó reanudar las relaciones comerciales con el emperador Andrónico I Comneno, así como abonar una cantidad en concepto de compensación por las propiedades confiscadas en 1171, que nunca llegó a hacerse efectiva. Bizancio, además, explotaba en beneficio propio la rivalidad comercial de Venecia con otras ciudades-estado italianas, como Génova y Pisa. El objetivo de Venecia, por lo tanto, era asegurarse la supremacía comercial en Oriente, desplazando definitivamente a sus rivales.

## Preparativos

Mapa de la cruzada

En 1198, el nuevo papa Inocencio III comenzó a predicar una nueva cruzada. Su llamamiento, sin embargo,tuvo poco éxito entre los monarcas europeos. Los alemanes estaban enfrentados al poder papal, en tanto que Francia e Inglaterra se encontraban combatiendo la una contra la otra. Sin embargo, gracias a las encendidas prédicas de Fulco de Neuilly, se organizó finalmente un ejército cruzado en un torneo organizado en Ecry por el conde Teobaldo de Champaña en noviembre de 1199. Teobaldo fue nombrado jefe de este ejército, del que también formaban parte Balduino VI de Henao, conde de Flandes, y su hermano Enrique; Luis, conde de Blois, Godofredo III de La Perche, Simón IV de Montfort, Enguerrando de Boves, Reinaldo de Dampierre y Godofredo de Villehardouin, entre otros muchos señores del norte de Francia y de los Países Bajos. Más tarde se añadieron a la empresa algunos caballeros alemanes y varios nobles del norte de Italia, como Bonifacio de Monferrato.
La expedición se encontró con el problema de transporte, pues carecía de una flota para trasladarse a Oriente, y la ruta terrestre era poco menos que imposible a causa de la decadencia del poder bizantino en los Balcanes. Se decidió que se haría un desembarco en Egipto, desde donde se avanzaría por tierra hasta Jerusalén. En 1201 murió Teobaldo de Champaña, y los cruzados eligieron como nuevo jefe de la expedición a Bonifacio de Monferrato. Este, firme partidario de los Hohenstaufen, conoció en la corte de Felipe de Suabia a Alejo, hijo del depuesto emperador Isaac II Ángelo, quien deseaba contar con la ayuda de los cruzados para recuperar el trono imperial que le correspondía por herencia.
Entretanto, los cruzados enviaron mensajeros a Venecia, Génova y otras ciudades para contratar el transporte de la expedición. Uno de los enviados fue el historiador Godofredo de Villehardouin. Finalmente se llegó a un acuerdo con Venecia en abril de 1201, por el cual la República se encargaba del transporte hasta Egipto de un ejército de 33 500 cruzados (junto con 4500 caballos), a cambio de 85 000 marcos de plata. Cuando llegó el momento de embarcar, en junio de 1202, los cruzados, cuyo ejército era sensiblemente menos numeroso de lo que habían previsto, no pudieron reunir la cantidad acordada. Venecia se negó a transportar al ejército a menos que se pagase íntegra la cantidad acordada. Los cruzados pasaron el verano acampados en la isla de San Nicolás de Lido, sin poder zarpar, hasta que finalmente Bonifacio pudo llegar a un acuerdo con Venecia.

## Toma de Zara
Los venecianos estaban enemistados con el rey Emerico de Hungría por la posesión de Dalmacia. El reino húngaro había heredado en 1091 los territorios de Croacia y Dalmacia tras la muerte del rey Dmitar Zvonimir de Croacia, ya que la reina viuda Helena de Hungría llamó a su hermano el rey San Ladislao I de Hungría, a quien le otorgó dichas regiones. Considerándolo un punto estratégico, la República de Venecia siempre intentó extender su influencia sobre esa región. Zara era una ciudad debatida que había pasado de unas manos a otras en un periodo relativamente corto. En el curso de esta guerra, Venecia la había perdido recientemente a manos húngaras. Su propuesta fue permitir el aplazamiento del pago de la cantidad que se les adeudaba a cambio de que los cruzados los ayudasen a conquistar esta ciudad. Bonifacio de Monferrato y el dux Enrico Dandolo se pusieron de acuerdo. A pesar del desagrado del papa, que desautorizó esta expedición, la flota zarpó de Venecia el 8 de noviembre de 1202, y dos días después los cruzados atacaban Zara, que fue conquistada el día 15 del mismo mes. El papa optó por excomulgar a todos los expedicionarios, aunque más adelante rectificó y perdonó a los cruzados, manteniendo la excomunión solo para los venecianos.
Mientras el ejército cruzado invernaba en Zara, llegó un mensajero de Felipe de Suabia portando una oferta del pretendiente al trono bizantino, Alejo. Si el ejército cruzado se desviaba hasta Constantinopla y le ayudaba a reconquistar su trono, Alejo no solo estaba dispuesto a garantizar el pago de la deuda que los cruzados habían contraído con Venecia, sino que además se comprometía a aportar a la cruzada un contingente de 10 000 soldados, así como fondos y provisiones para emprender la conquista de Egipto.
Tanto Monferrato como Dandolo aceptaron el cambio de planes. Algunos cruzados se opusieron, argumentando que si habían emprendido la cruzada era para luchar contra los musulmanes; abandonaron el ejército y se embarcaron hacia Siria. La mayoría, sin embargo, optó por continuar. En abril, Alejo llegó a Zara y pocos días después la flota zarpó de nuevo. El 23 de junio de 1203, el ejército cruzado llegó a Constantinopla.

## Los cruzados en Constantinopla
Tras atacar sin éxito las ciudades de Calcedonia y Crisópolis, en la costa asiática del Bósforo, el ejército cruzado desembarcó en Gálata, al otro lado del Cuerno de Oro. Sus primeros intentos de conquistar Constantinopla no tuvieron fruto, pero el 17 de julio los venecianos lograron abrir una brecha en las murallas. Creyendo inminente la caída de la ciudad, el emperador Alejo III decidió huir, llevándose consigo a su hija favorita y una bolsa llena de piedras preciosas, y se refugió en la ciudad tracia de Mosinópolis. Los dignatarios imperiales, para resolver la situación, sacaron de la cárcel al depuesto emperador Isaac II Ángelo, padre de Alejo, y lo restauraron en el trono. Tras unos días de negociaciones, llegaron a un acuerdo con los cruzados por el cual Isaac y Alejo serían nombrados coemperadores. Alejo IV fue coronado el 1 de agosto de 1203 en la iglesia de Santa Sofía.
Para intentar cumplir las promesas que había hecho a venecianos y cruzados, Alejo se vio obligado a recaudar nuevos impuestos. Se había comprometido también a conseguir que el clero ortodoxo aceptase la supremacía de Roma y adoptase el rito latino, pero se encontró con una fuerte resistencia. Confiscó algunos objetos eclesiásticos de plata para pagar a los venecianos, pero no era suficiente. Durante el resto del año 1203, la situación fue volviéndose más y más tensa: por un lado, los cruzados estaban impacientes por ver cumplidas las promesas de Alejo; por otro, sus súbditos estaban cada vez más descontentos con el nuevo emperador. A esto se unían los frecuentes enfrentamientos callejeros entre cruzados y bizantinos.
El yerno de Alejo III, también llamado Alejo, se convirtió en el cabecilla de los descontentos y organizó, en enero de 1204, un tumulto que no tuvo consecuencias. En febrero, los cruzados dieron un ultimátum a Alejo IV, quien se confesó impotente para cumplir sus promesas. Estalló una sublevación que, tras algunas vicisitudes, entronizó a Alejo V Ducas. Alejo IV fue estrangulado en una mazmorra, y su padre Isaac II murió poco después en prisión.
Se produce un saqueo en Constantinopla el 13 de abril de 1204, un jefe de la IV Cruzada, Otón de la Roche, se apoderó del Mandylion y se lo trajo a Occidente.

## Conquista de la ciudad

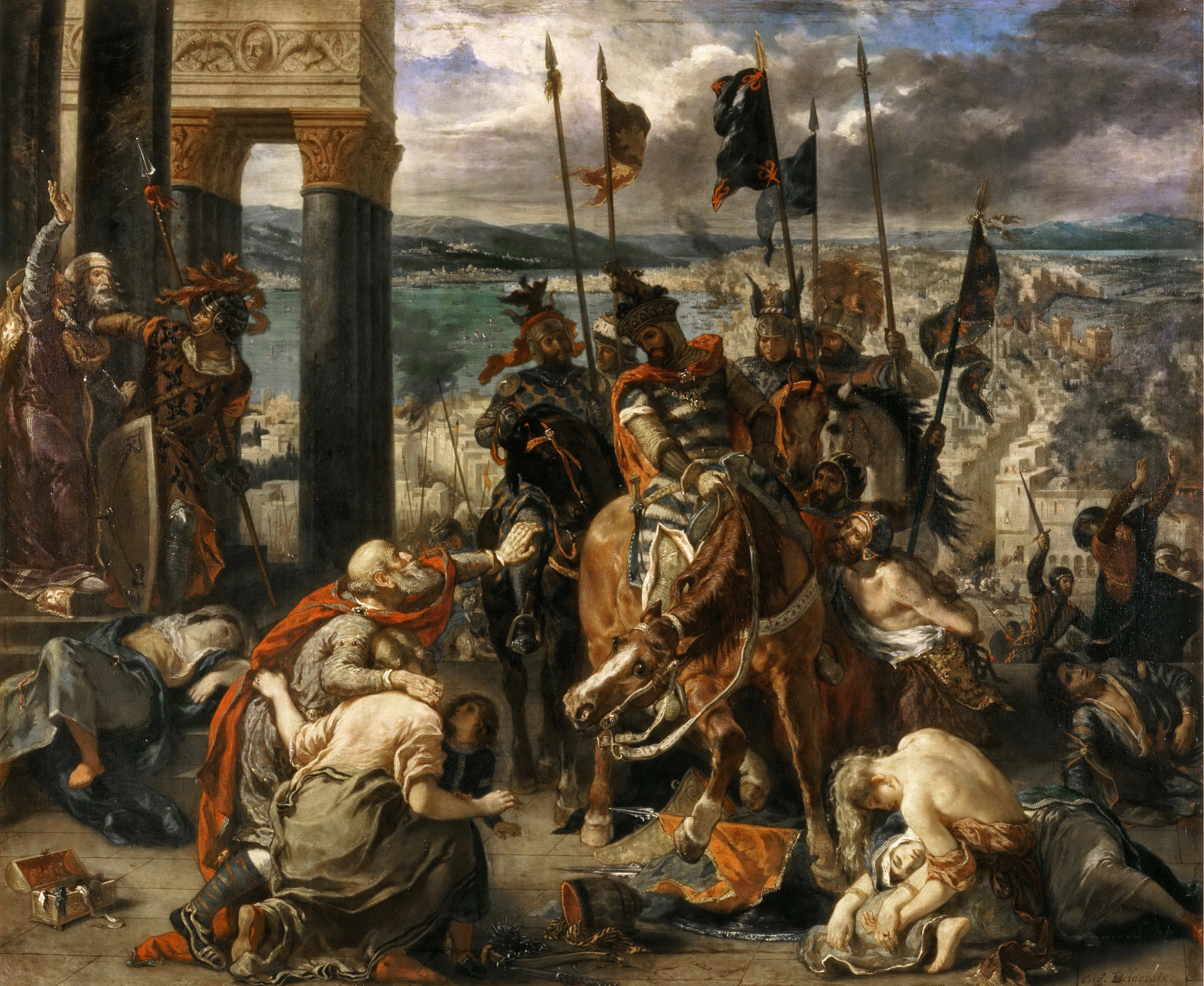
Los cruzados entran en Constantinopla, por Delacroix

En marzo, los cruzados deliberaron sobre lo que convenía hacer. Decididos a recuperar la ciudad por la fuerza y a colocar en el trono a un emperador latino, no lograban, sin embargo, ponerse de acuerdo acerca de quién sería el mejor candidato de entre ellos a ocupar el trono imperial. Bonifacio, el jefe de la expedición, no estaba bien visto por los venecianos. Finalmente se decidió que se formaría un comité electoral, compuesto de seis delegados francos y seis venecianos, que elegiría al emperador.
Atacaron por primera vez la ciudad el 9 de abril de 1204,  pero fueron rechazados con un gran número de bajas. Dos días después reanudaron el ataque. Los cruzados lograron abrir una brecha en la muralla en el barrio de Blanquerna. Al mismo tiempo, se produjo un incendio en la ciudad, y la defensa bizantina se desmoronó. Los cruzados y los venecianos entraron en la ciudad. Alejo V huyó a Mosinópolis, donde un año antes se había refugiado su suegro, Alejo III. Los nobles ofrecieron la corona a Teodoro Láscaris, yerno también de Alejo III, pero este la rechazó y huyó a Asia con su familia, el patriarca de Constantinopla y varios miembros de la nobleza bizantina. Se estableció en Nicea, donde fundó el Imperio de Nicea, depositario de la legitimidad bizantina.
La ciudad fue saqueada durante varios días. Los cronistas se hacen eco de las atrocidades perpetradas por los conquistadores. Del saqueo no se libraron las iglesias ni los monasterios, y en la misma Santa Sofía fueron destruidos el iconostasio de plata y varios libros y objetos de culto. Según relata Nicetas Coniates:

Destrozaron las santas imágenes y arrojaron las sagradas reliquias de los mártires a lugares que me avergüenza mencionar, esparciendo por doquier el cuerpo y la sangre del Salvador [...] En cuanto a la profanación de la Gran Iglesia, destruyeron el altar mayor y repartieron los trozos entre ellos [...] E introdujeron caballos y mulas a la iglesia para poder llevarse mejor los recipientes sagrados, el púlpito, las puertas y todo el mobiliario que encontraban; y cuando algunas de estas bestias se resbalaban y caían, las atravesaban con sus espadas, ensuciando la iglesia con su sangre y excrementos.

Una vulgar ramera fue entronizada en la silla del patriarca para lanzar insultos a Jesucristo y cantaba canciones obscenas y bailaba inmodestamente en el lugar sagrado [...] Tampoco mostraron misericordia con las matronas virtuosas, las doncellas inocentes e incluso las vírgenes consagradas a Dios.
Citado en Norwich (2000, p. 290).

Finalmente, se restableció el orden y se procedió a un reparto ordenado del botín según lo que se había pactado previamente: tres octavas partes para los cruzados, otras tres octavas para los venecianos y un cuarto para el futuro emperador. A pesar de las pretensiones de Bonifacio de Montferrato, el comité eligió emperador a Balduino IX de Flandes, primer monarca del Imperio latino. Los cruzados llamaron a este acontecimiento como Partitio terrarum imperii Romaniae (partición del Imperio romano de Oriente).